# 宾童龙

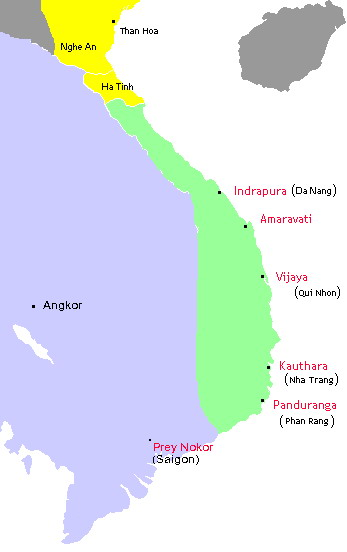
占婆地圖（圖中Panduranga即為賓童龍地區）

宾童龙（Pāṇḍuraṅga；越南语：Phan Lung/潘朧，Phan Rang/潘郎）是古代占婆国南部的一個地區名和港口名，《宋史》作「宾他罗」或「賓陀羅」，《諸蕃志》、《岭外代答》作「宾瞳龙」， 《岛夷志略》、《咸宾录》作「宾童龙」。它位處現今越南的寧順省和平順省一帶，中心在潘郎-塔占。
賓童龍地處占婆王國最南端，是占婆聯邦中的一個城邦，其北與占婆城邦古笪羅相鄰，西與高棉（今柬埔寨）相鄰。
8世紀時期，占婆第五王朝以賓童龍為統治中心，將其境內的毗羅補羅（Virapura；又稱為「羅闍補羅」，Rajapura）定為占婆国都。該城附近有河流过，此河古称宾童龙河，即今越南南部的枚娘江。
明朝永乐年间，三宝太监郑和曾访问此地，受到占城國王占巴的賴的歡迎。
1471年，越南後黎朝攻破占城首都毘闍耶，立占城王族齋亞麻弗菴為傀儡國王，以極南端的賓童龍之地封之。原占城國領土被分割為賓童龍占城（今潘郎、潘切一帶）、華英（今富安、慶和一帶）、南蟠（今邦美蜀、崑嵩一帶）三個小國，越南遣流官監視，事實上成為了占族土司所轄的自治領地。
1611年，廣南阮主阮潢攻打賓童龍占城，奪取富安之地。1653年，阮福瀕再次攻打賓童龍，占婆王巴弼被迫獻出潘郎江以北的土地，阮主以其地置寧和、延慶兩府。1692年，阮福淍以占婆王婆爭不朝貢為由攻打賓童龍，擒之而歸。阮福淍兼併了賓童龍占城和華英兩國，以賓童龍之地設置順城鎮，1697年改名平順府。後來南蟠國因勢力過於弱小、人口太少而瓦解，被阮朝兼併。
婆爭的弟弟繼婆子起兵反抗，最終於1712年與廣南阮主達成協議，阮主冊封繼婆子為「順城鎮王」，世襲統治賓童龍之地，但事實上沒有任何權力。
順城鎮在阮朝建立後仍然存在，直到1832年嘉定總鎮黎文悅死後，明命帝將嘉定鎮的權力收歸朝廷，同時對順城鎮進行改土歸流。自此占婆人的最後一個國家正式滅亡，併入越南領土。

## 延伸阅读
[在维基数据编辑]
 《明史卷三百二十四》，出自《明史》